# Carpodacus formosanus
Il carpodaco di Taiwan (Carpodacus formosanus Ogilvie-Grant, 1911) è un uccello passeriforme della famiglia dei Fringillidi.

## Etimologia

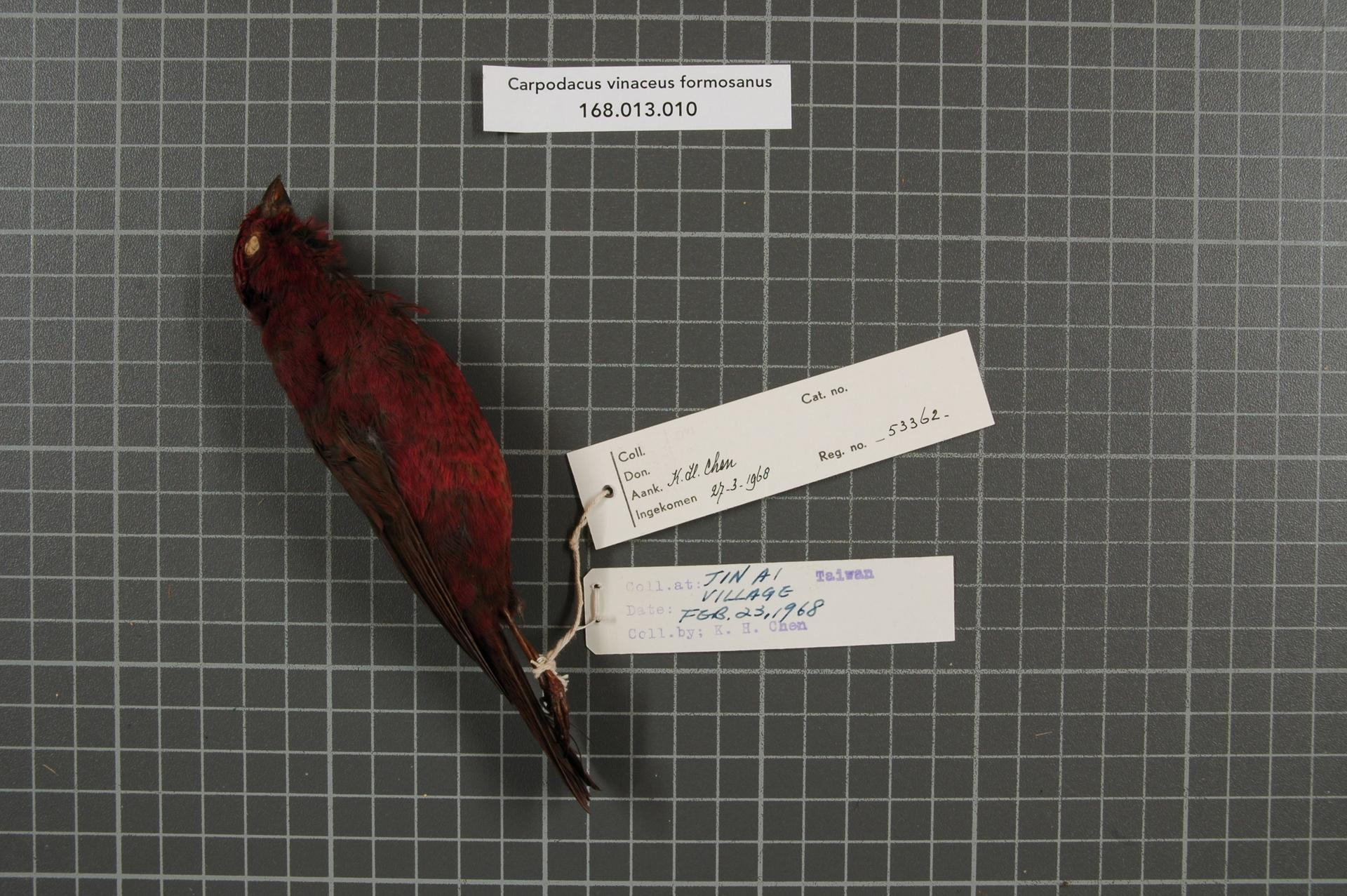
Maschio impagliato.

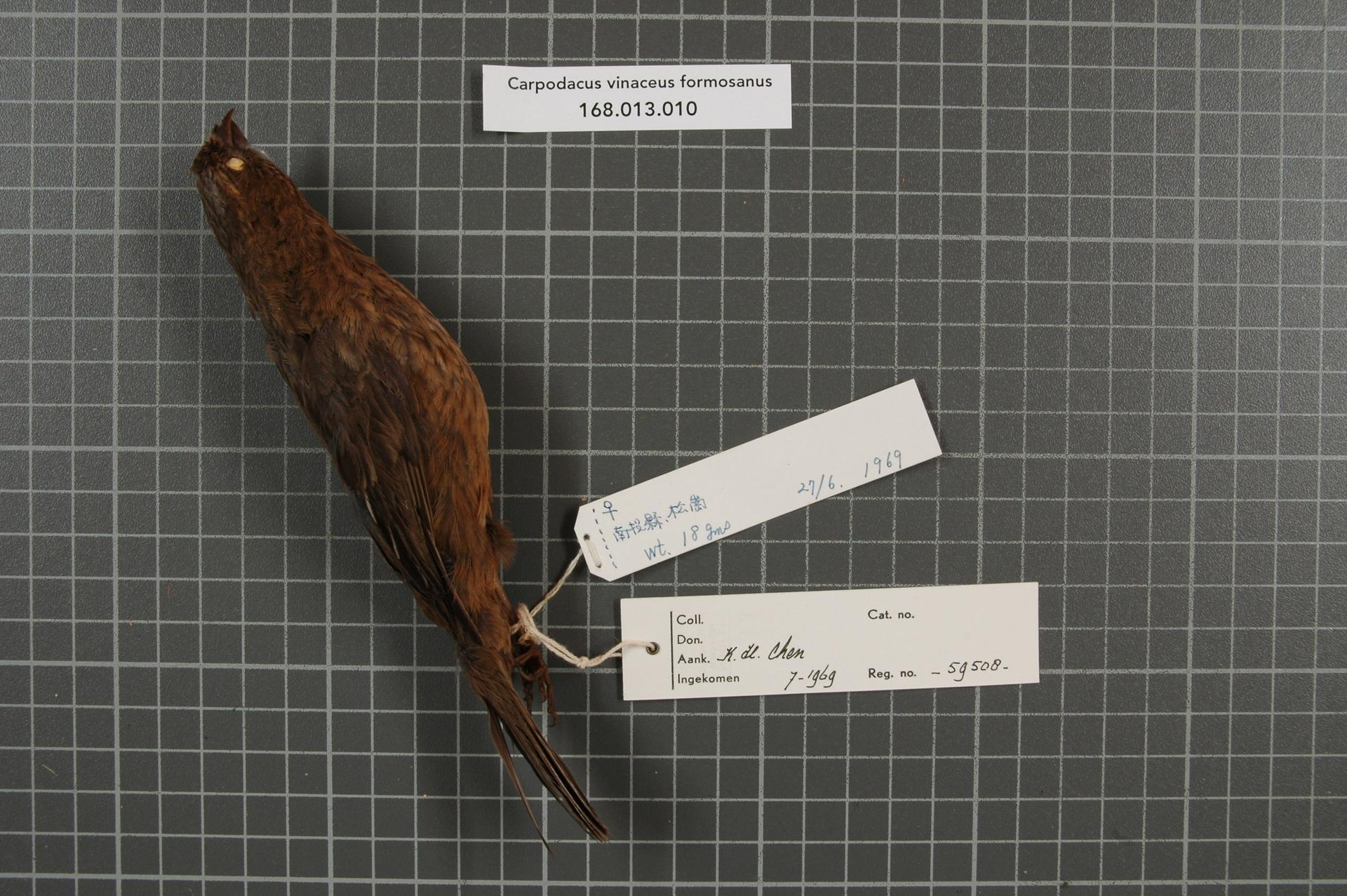
Femmina impagliata.

Il nome scientifico della specie, formosanus, deriva dall'isola di Formosa, oggi nota come Taiwan (da cui deriva invece il suo nome comune), della quale questi uccelli sono originari.

## Descrizione

### Dimensioni
Misura 13–16 cm di lunghezza, per 20,5-23,8 g di peso.

### Aspetto
Si tratta di uccelli dall'aspetto robusto, muniti di testa tondeggiante con grandi occhi e becco conico, ali allungate e coda dalla punta lievemente forcuta.
Il piumaggio presenta dimorfismo sessuale: nei maschi, il piumaggio è di colore rosso vinaccia su tutto il corpo, con le penne del sopracciglio dalla punta rosa, ali e coda di colore bruno (con penne interne dall'orlo bianco) e decise sfumature brune anche su ventre e fianchi. Le femmine sono invece di colore bruno, con sfumature giallastre su petto e ventre, mentre ali e coda sono più scure. In ambedue i sessi, becco e zampe sono di colore nerastro (queste ultime con sfumature carnicino nei maschi) e gli occhi sono di colore bruno-rossiccio.

## Biologia

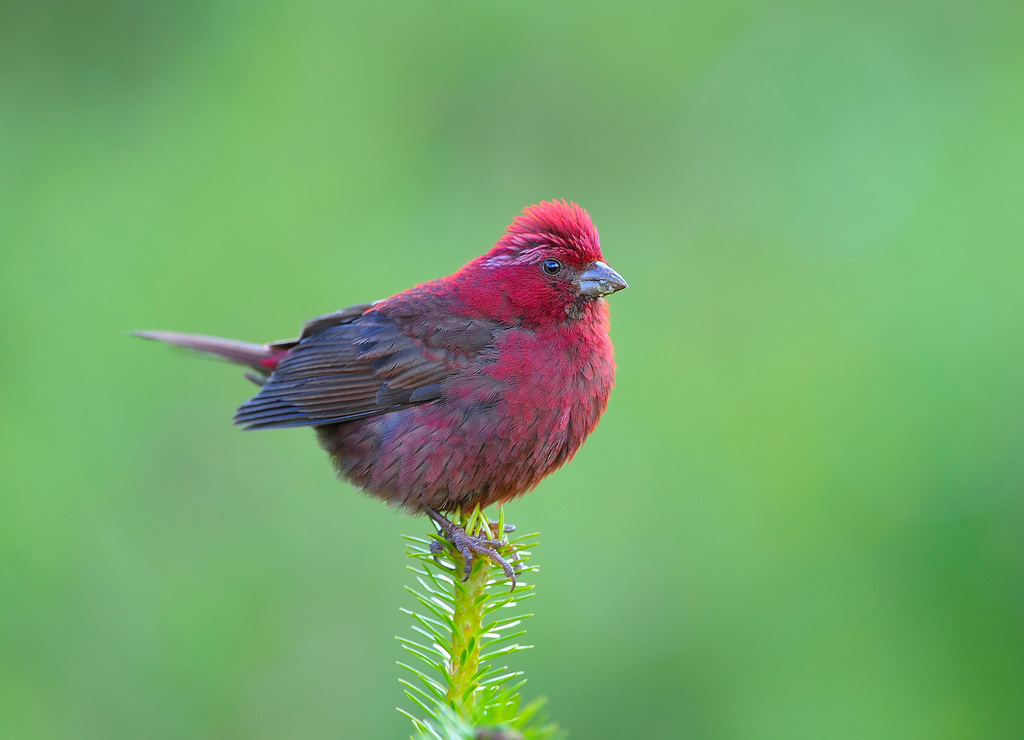
Maschio in natura.

I carpodachi di Taiwan sono uccelli diurni, che vivono in coppie o in gruppetti e tendono a muoversi perlopiù al suolo o fra i cespugli, passando la maggior parte del tempo alla ricerca di cibo e tenendosi in contatto fra loro con frequenti richiami cinguettanti.

### Alimentazione
La dieta di questi uccelli è prevalentemente granivora: essi si nutrono infatti soprattutto di semi di una varietà di piante erbacee e arbustive, ma anche di germogli, bacche e frutti, nonché (sebbene sporadicamente e soprattutto durante il periodo estivo) di piccoli invertebrati.

### Riproduzione
Sebbene la riproduzione di questi uccelli non sia mai stata studiata in maniera approfondita (in quanto ritenuti per lungo tempo una sottospecie, e pertanto non sottoposti a studi specifici), si ha motivo di credere che essa non differisca significativamente, per modalità e tempistica, da quanto osservabile nelle specie affini.

## Distribuzione e habitat

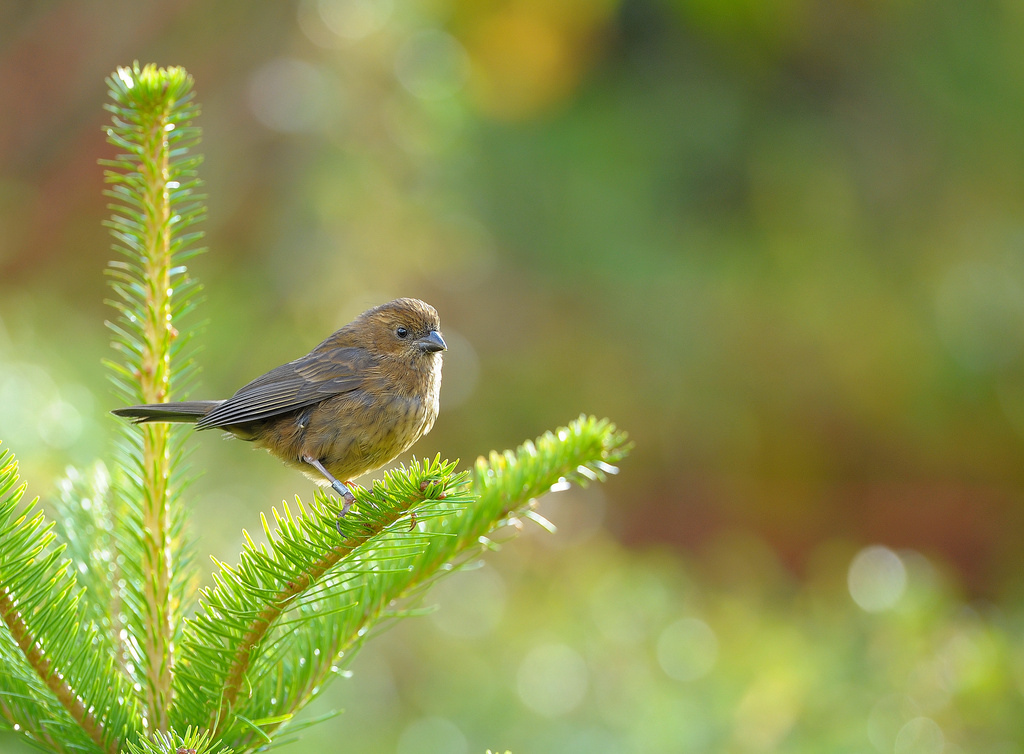
Femmina in natura.

Come intuibile sia dal nome comune che dal nome scientifico, il carpodaco di Taiwan è endemico dell'isola di Taiwan, della quale abita le foreste montane e submontane con denso sottobosco della Catena Centrale.

## Sistematica
A lungo considerato una sottospecie del carpodaco vinaceo, col nome di C. vinaceus formosanus, attualmente in seguito alle analisi del DNA mitocondriale il carpodaco di Taiwan tende ad essere considerato una specie a sé stante.